# Heterocercus
Heterocercus é um género de ave da família Pipridae.
Este género contém as seguintes espécies:
- Heterocercus aurantiivertex
- Heterocercus flavivertex
- Heterocercus linteatus